# 愛と死をみつめて (1959年のテレビドラマ)
『愛と死をみつめて』（あいとしをみつめて）は、1959年（昭和34年）9月25日21:00 - 22:00にNHK総合テレビの「テレビ劇場」枠内で放送されたテレビドラマである。なお、1963年（昭和38年）に出版された河野実の同名書籍とは無関係である。

## キャスト
- 楠侑子
- 佐竹明夫
- 千秋みのる
- 長島丸子
- 若月富士子
- 大宮敏
- 林佐知子

| スタブアイコン | サブスタブ | この項目は、まだ閲覧者の調べものの参照としては役立たない、テレビ番組に関連した書きかけの項目です。この項目を加筆・訂正などしてくださる協力者を求めています（P:テレビ/PJ:放送または配信の番組）。 |